# 베드 인 포 피스
1969년 베트남 전쟁은 격화되어 갔고, 요코 오노와 남편 존 레논은 총 2주간 베드 인 포 피스(영어: Bed-Ins for Peace→평화를 위한 침대 시위) 시위를 펼쳤다. 처음에는 네덜란드 암스테르담의 힐튼 호텔에서 다음에는 몬트리올의 페어몬트 더 퀸 엘리자베스 호텔에서 열렸다. 이 아이디어는 시위하는 사람들이 퇴거, 체포되거나, 요구 조건이 관철될 때까지 건물 앞에서 앉아 농성하는 싯 인(영어: Sit-In)에서 따왔다.
공개적으로 녹화된 필름은 후일 다큐멘터리 영화로 편집되었다. 2011년 8월에 영화 《Bed Peace》는 오노 요코측에서 자신의 웹사이트 "Imagine Peace"의 일부로써 유튜브를 통해 공개되었다.

## 암스테르담 베드 인

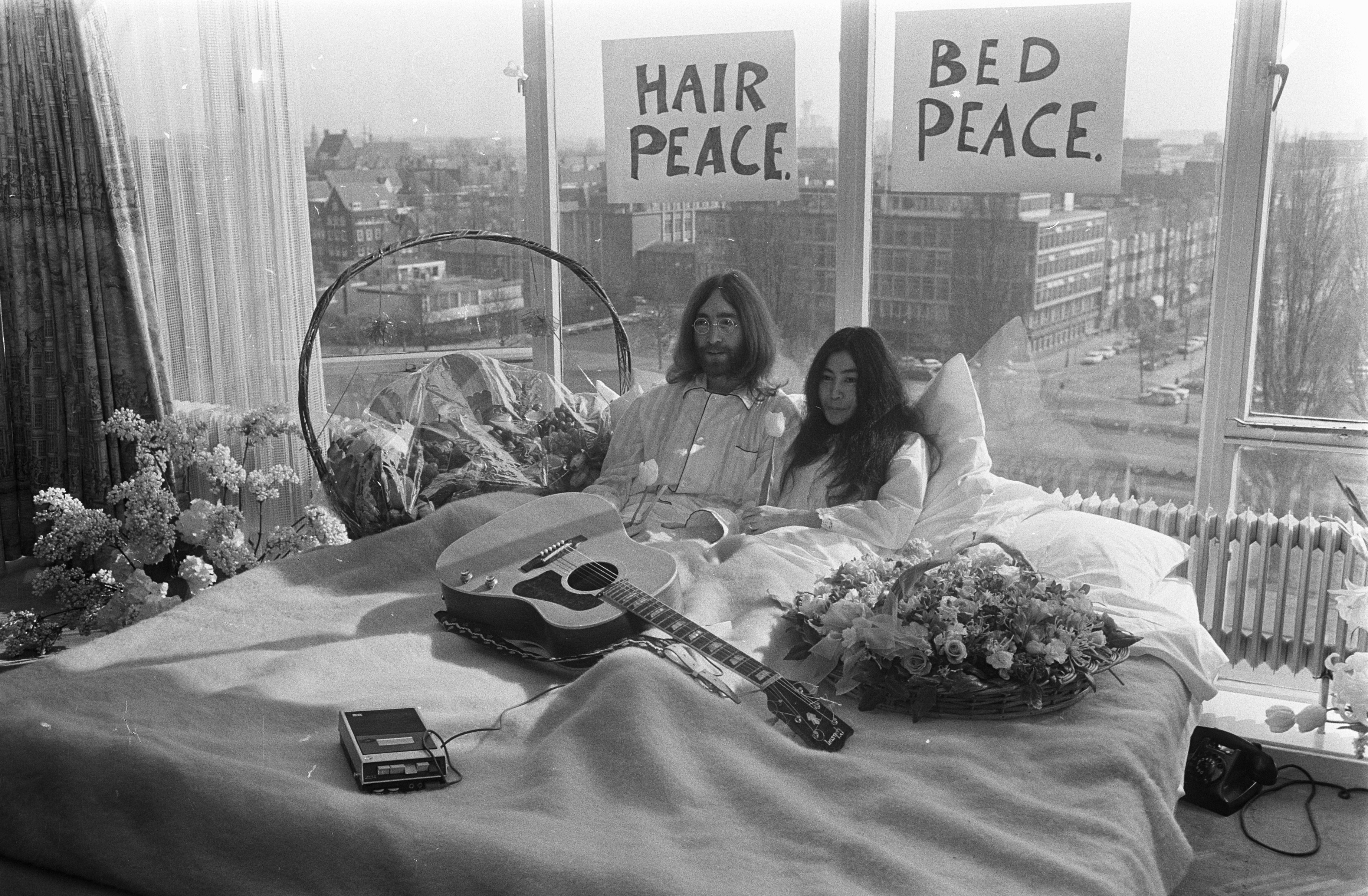
암스테르담에서 열린 베드 인의 첫 날

1969년 3월 20일에 하는 그들의 결혼이 언론에 엄청난 화제가 될 것을 알고 있었기 때문에, 오노 요코와 존 레논은 세계 평화를 위한 공개 홍보의 장으로 사용하기로 결심했다. 3월 25일부터 3월 31일까지 신혼여행의 첫 일주일간 암스테르담 힐튼 호텔의 프레지덴셜 스위트룸(702호실)에서 보냈으며, 매일 오전 9시부터 오후 9시까지 세계 각국의 언론을 호텔 객실에 초대했다.
존과 요코는 홍보를 이용하여 [세계 평화]를 홍보하기로 결정했다. 그들은 3월 25일부터 31일까지 일주일 동안 [힐튼 암스테르담|아마도 힐튼 호텔]의 대통령 전용 스위트룸(702호실)에서 신혼여행을 보냈으며, 매일 오전 9시부터 오후 9시 사이에 세계 언론을 호텔 객실로 초대했다. 그들의 비정형적인 예술적 표현(cf. Bari: 33), 언론은 Two Virgins 앨범의 누드 커버와 같은 성적 모습을 기대했지만, 대신 그들은 파자마 차림(존의 표현으로는 "천사 같이")으로 침대에 앉아있었다. 침대 머리맡에 큰 종이로 "Hair Peace", "Bed Peace"라고 붙이고, 평화에 대한 이야기를 나누었다. 일주일 후, 둘은 오스트라아 빈에서 배기즘 기자 회견을 주최하러 떠났다.
1969년 4월 동안, 오노 요코와 존 레논은 세계 각국의 지도자들에게 평화의 상징으로 심기로 바라면서 도토리를 보냈다. 8개월 동안 어떠한 나라의 지도자도 방문을 허락하지 않았다. 그들의 결혼 ("You can get married in Gibraltar near Spain"), 첫번째 베드 인("Talking in our beds for a week") 빈에서 한 기자회견 ("Made a lightning trip to Vienna...The newspapers said..."), 지도자들에게 보낸 도토리 ("Fifty acorns tied in a sack") 에 대한 이야기는 "The Ballad of John and Yoko"에 가사로 수록되었다. .
존과 요코의 매우 대중적인 이미지 때문에 암스테르담에서의 베드인은 팬들의 환영을 받았고, 많은 언론들이 널리 보도하였다.
 이 행사에 이은 베드 인이 성공적이었냐는 질문에 대해 존 레논은 낙담한 것으로 보이지는 않았다. 그는 언론이 부부의 활동을 진지하게 받아들이지 않은 것 또한 둘이 원한대로였다고 하였다. "심각하게 받아들여지지 않는 것 또한 우리의 방침의 일부였다. 우리의 반대쪽에 있는 사람은, 그들이 누구든 간에, 모든 명백한 형태로, 유머를 다룰 줄 모른다. 그리고 우리는 유머러스하다.

## 같이 보기
- 배기즘
- 농성